# José Maurício da Rocha
Dom José Maurício da Rocha (Lagoa da Canoa, 18 de junho de 1885 —  Bragança Paulista, 24 de novembro de 1969) foi um sacerdote católico brasileiro, terceiro bispo de Corumbá e primeiro bispo de Bragança Paulista. Era irmão do pintor e jornalista Virgílio Maurício da Rocha, da educadora Cantanila Maurício da Rocha, do advogado Carlos Maurício da Rocha, de Oscar Maurício da Rocha e do matemático e banqueiro Miguel Maurício da Rocha e tio do renomado engenheiro Antônio Maurício da Rocha.
Realizou seus primeiros estudos na sua terra natal e depois ingressou no Seminário de Olinda.

## Presbiterado
Foi ordenado sacerdote, em 29 de junho de 1908, na Catedral de Maceió, com dispensa, por ter apenas vinte e três anos de idade.

## Antes do episcopado
Imediatamente, foi nomeado professor do Seminário Menor de Maceió, e secretário da Cúria Diocesana. Devido à sua inteligência ímpar, seu zelo e destaque em meio ao clero de sua época, o arcebispo de São Salvador da Bahia concedeu-lhe, em 1911, o título de Cônego Honorário  da Sé Primacial. Em todas as suas atividades como presbítero continuou a destacar-se, sendo que em 1913, o Papa São Pio X criou-lhe Monsenhor Camareiro Secreto.
Durante todo o período de seu presbiterado, produziu uma imensa quantidade de estudos, pesquisas e publicações.

## Episcopado
A 10 de maio de 1919, foi nomeado, pelo Papa Bento XV, bispo diocesano de Corumbá. A 20 de julho do mesmo ano, foi sagrado bispo, na catedral de Maceió, tendo por sagrante principal Dom Jerônimo Tomé da Silva, arcebispo primaz do Brasil, e como consagrantes: Dom Manuel Antônio de Oliveira Lopes, arcebispo de Maceió, e Dom Jonas de Araújo Batinga, bispo de Penedo.

### Atividades
Sagrado bispo, tomou posse de sua diocese, então muito isolada, privada de patrimônio e com clero muito pouco numeroso. Aí permaneceu por oito anos, dando grande impulso ao desenvolvimento local, nunca descuidando do zelo espiritual pelas almas. Empreendeu penosas viagens pelo sertão, em lombo de burro, para realizar visitas às distantes paróquias e comunidades. A 4 de fevereiro de 1927 foi transferido para a Sé de Bragança Paulista, criada a 24 de julho de 1925 e ainda não provida de bispo. A 19 de junho do mesmo ano tomou posse, fazendo sua entrada solene na cidade episcopal e na catedral. 
Governou com grande zelo a diocese, consolidando seu patrimônio, dedicando-se incansavelmente à formação cultural e religiosa do clero, à instrução dos fiéis, e essencialmente à salvação das almas. Pode-se dizer que foi um verdadeiro evangelizador. Sua formação sólida, sua erudição ímpar, o brilho de sua palavra, a magia de sua pena e sua inteligência privilegiada fez com que produzisse um sem número de consistentes artigos,  profundas Cartas Pastorais, discursos e homilias inesquecíveis. Contudo, o que mais marcou seu caráter foi a defesa incondicional da fé e a preocupação com a dissolução dos costumes. Foi monarquista convicto, mas manteve bom relacionamento com as autoridades republicanas.   
Dom José Maurício foi personalidade influente na vida política e social do Brasil, durante toda a primeira metade do século XX. Gozou ele de tanto prestígio e influência que quando alguém não conseguia seus objetivos com algum político ou empresário, era orientado com  o famoso jargão: "Vá se queixar ao Bispo de Bragança". Certamente, se ele se interessasse pela causa ela teria sucesso. Entre os vários políticos e homens públicos com quem se correspondia, destaca-se o alagoano General Góes Monteiro, seu amigo desde a infância. Influenciou também o governador de São Paulo Adhemar de Barros na concepção do projeto de um "neotomismo escolástico" para o Brasil.  
Após quarenta e dois anos à frente do governo da Diocese de Bragança Paulista, faleceu a 24 de novembro de 1969 , no Palácio Episcopal de São José, em Bragança Paulista. O seu corpo embalsamado foi revestido de paramentos róseos, usados nos domingos ‘’Gaudete’’ e ‘’Lætare’’, em sinal de alegria, sendo exposto à visitação de uma multidão de pessoas, não só da diocese, mas também de muitos outros lugares do Estado e do País. Estiveram presentes muitas autoridades eclesiásticas, dentre elas o Cardeal Agnelo Rossi, então arcebispo de São Paulo; Dom Humberto Mozzoni, então Núncio Apostólico no Brasil, inúmeros arcebispos, bispos, sacerdotes e seminaristas. Também autoridades civis e militares se fizeram presentes, destacando-se o ex-presidente Jânio Quadros, o general Milton Tavares e o Ministro da Justiça Luís Antônio da Gama e Silva. Suas exéquias foram pontificadas, em latim, pelo então arcebispo de Campinas, Dom Antônio Maria Alves de Siqueira, na Sé Catedral de Bragança Paulista, onde foi sepultado na cripta.

## Brasão e lema

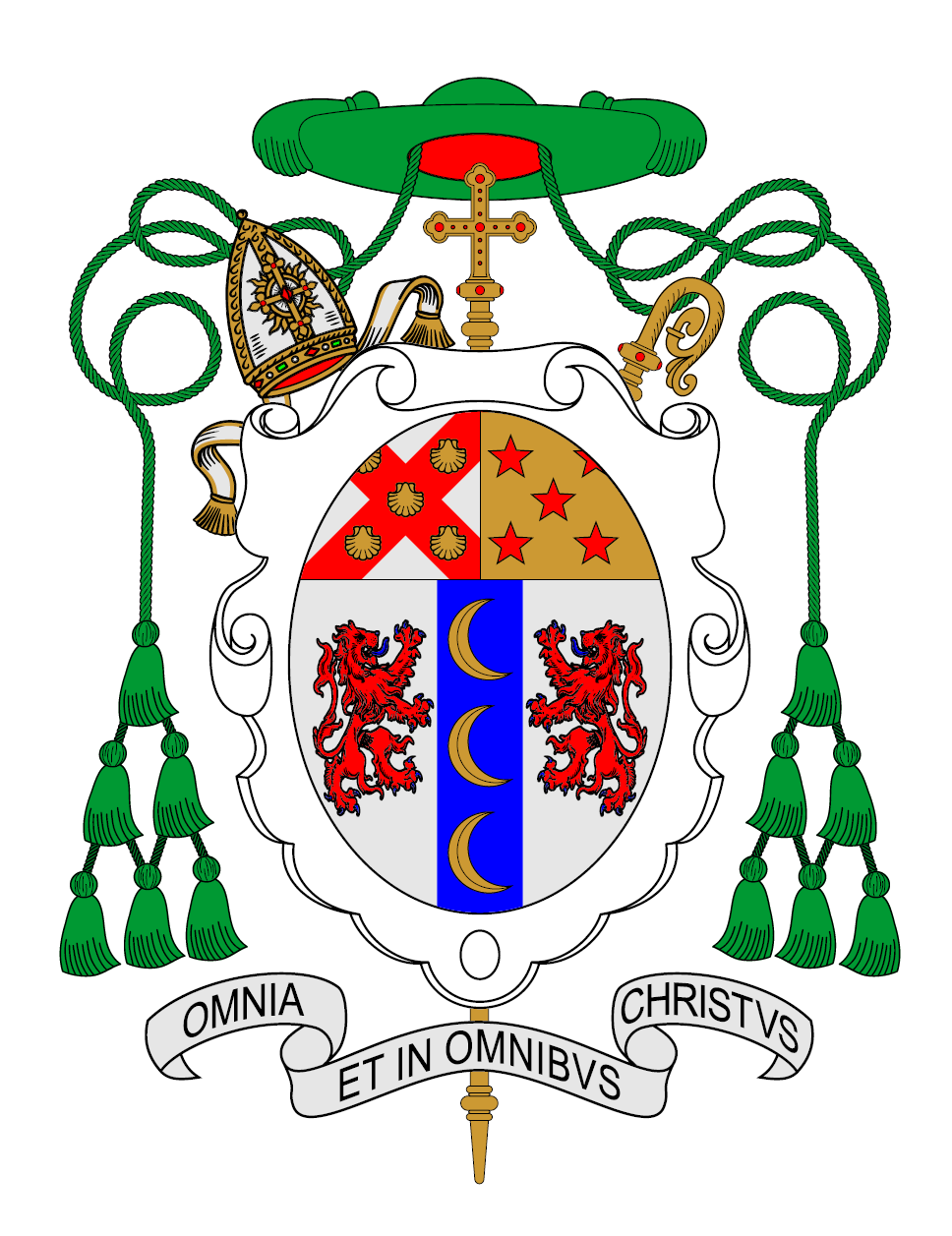
Brasão de Dom José Maurício da Rocha.

- Descrição: escudo eclesiástico de argente com pala de blau, carregada de três crescentes de jalde e ladeada de dois leões afrontados e rampantes de goles – armas modificadas dos Barbosas. Chefe de argente, com uma aspa de goles, carregada de cinco vieras de ouro, armas dos Rochas; partido de jalde, com cinco estrelas de cinco pontas  de goles – Armas dos Coutinhos. O escudo está assente em tarja branca. O conjunto pousado sobre uma cruz trevolada de ouro, entre uma mitra de prata adornada de ouro, à dextra, e de um báculo do mesmo, a senestra, para onde se acha voltado. O todo encimado pelo chapéu eclesiástico com seus cordões em cada flanco, terminados por seis borlas cada um, tudo de verde.Listel de argente com o lema OMNIA  ET  IN  OMNIBVS  CHRISTVS, em letras de sable.

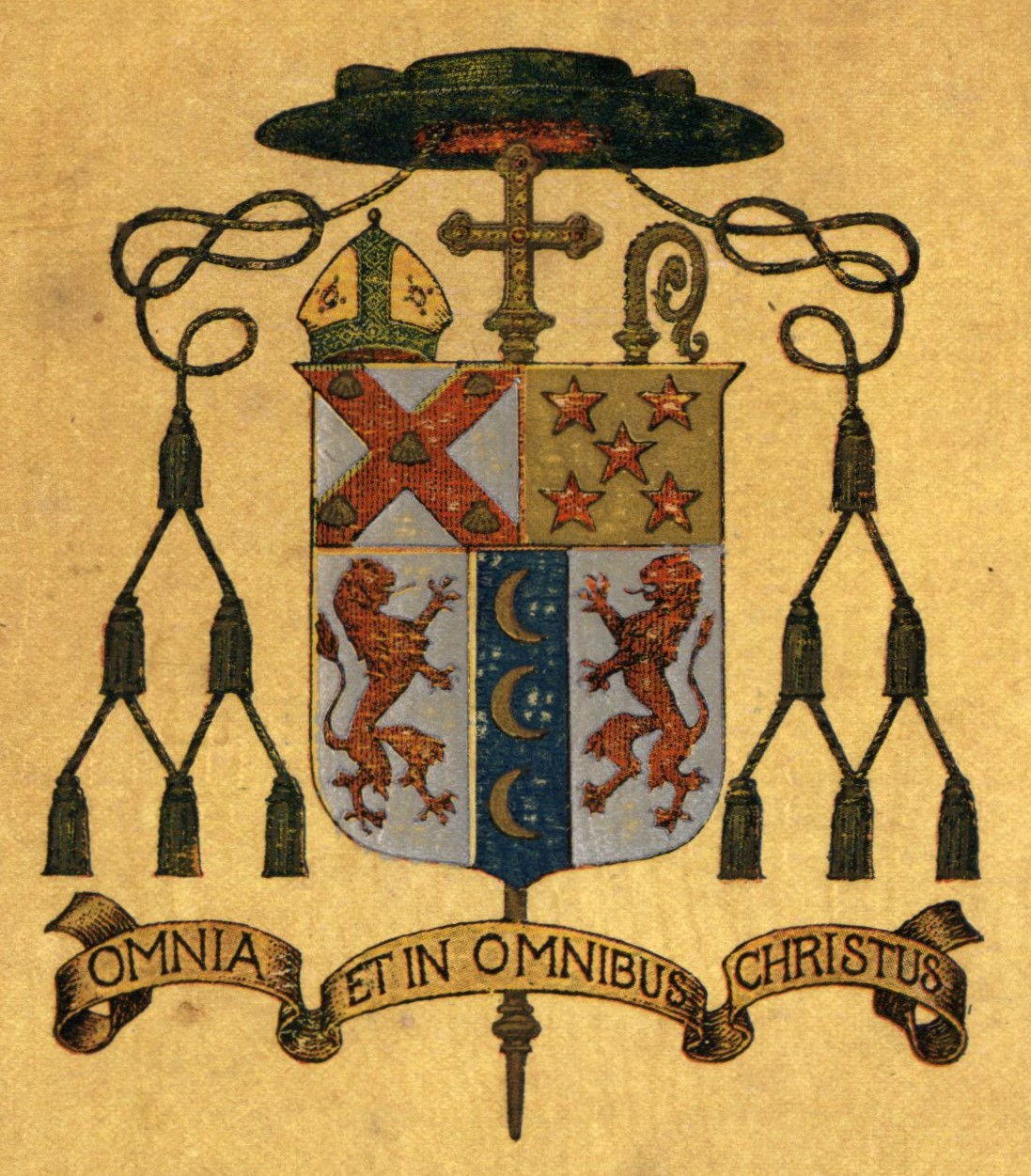
Representação do Séc. XX do Brasão de Dom José Maurício da Rocha.

- Interpretação: O escudo obedece as regras heráldicas para os eclesiásticos. Os campos representam as armas familiares do bispo, originário da nobreza lusitana e dos senhores de engenho do Brasil. O campo de argente (prata) representa pureza, castidade e inocência. Os leões são símbolo de nobreza e força, essenciais para a luta na defesa da fé e, sendo de goles (vermelho),  representam valor, intrepidez e o fogo da caridade que o Divino Espírito santo faz arder no coração do bispo.Representação do Séc. XX do Brasão de Dom José Maurício da Rocha.A pala lembra a lança do cavaleiro, sendo sinal de jurisdição e por seu esmalte blau (azul) simboliza justiça, serenidade, lealdade e nobreza Os crescentes, além de serem armas familiares, no caso do bispo, evocam também Nossa Senhora da Conceição e, por serem em número de três, traduzem ser Ela a Filha predileta do Pai Eterno, a Mãe do Redentor e a esposa do Espírito Santo, sendo de jalde (ouro) traduzem nobreza, autoridade, premência, generosidade, ardor e descortínio. No chefe. estão representadas as armas das famílias Rocha e Coutinho, tendo os metais jalde (ouro) e argente (prata), bem como o esmalte goles (vermelho) o significado já acima desrito. A aspa lembra também o apóstolo Santo André e as vieiras o apóstolo São Tiago Maior. O seu lema: "OMNIA ET IN OMNIBVS CHRISTVS" (Cristo é tudo em todos), foi retirado da Carta de São Paulo aos colossenses (Col.: 3, 11), sintetizando a defesa da fé, o espírito evangelizador e a confiança em Jesus Cristo, virtudes sólidas e inabaláveis neste bispo.

## Sucessão e bispos ordenados
Na Diocese de Bragança Paulista, Dom José Maurício da Rocha foi o primeiro bispo, sendo sucedido por Dom José Lafayette Ferreira Álvares.
Dom José Maurício da Rocha foi co-consagrante de:
- Dom Germano Vega Campón O.S.A.
- Dom Luís Gonzaga Peluso
- Dom Geraldo de Proença Sigaud S.V.D.